# Francesco Furini

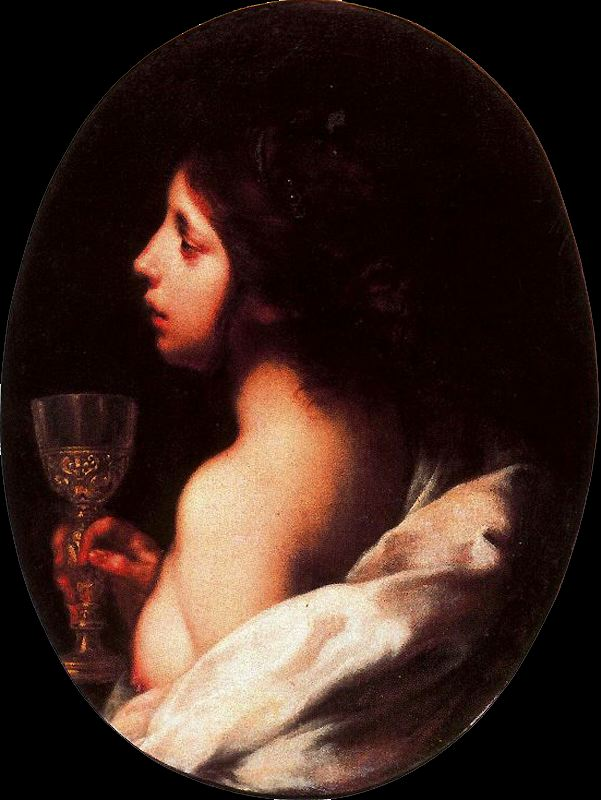
La Fe (1645, Palau Pitti)

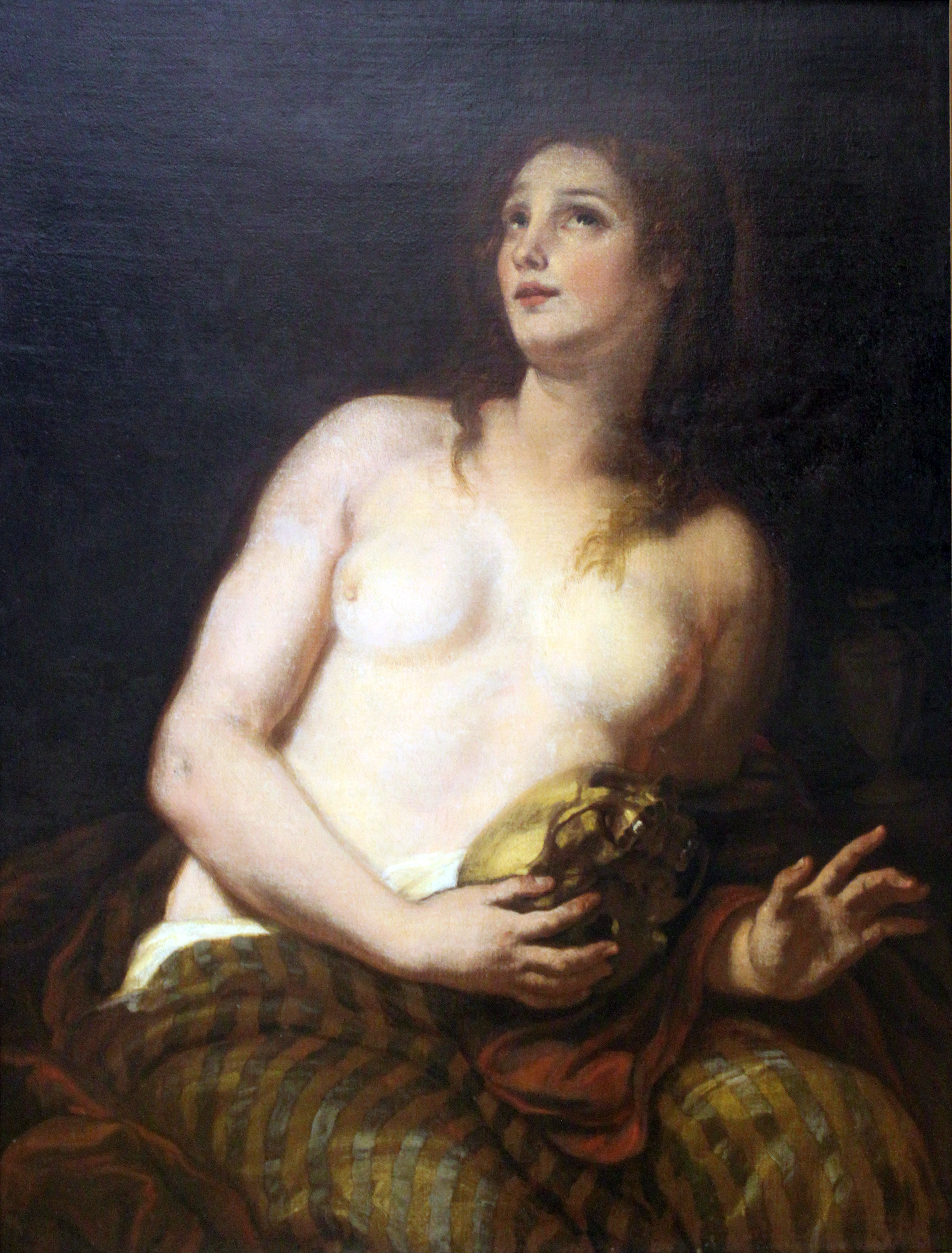
Maddalena penitent, Yekaterinburg Museum of Fine Arts (Iekaterinburg)

Francesco Furini (Florència, 10 d'abril de 1603 - Florència, 19 d'agost de 1646), va ser un pintor barroc italià.

## Biografia
Fill d'un mediocre pintor de retrats, Filippo Furini, conegut com a Pippo Sciamerone, va aprendre d'ell els rudiments de l'art, per a després completar la seva formació amb Matteo Rosselli i Domenico Passignano, encara que també va acusar la influència de Giovanni Biliverti.
Gran admirador de l'escultura clàssica, que havia pogut estudiar en les col·leccions dels Mèdici de Florència, va visitar Roma el 1619, i allà va conèixer el tenebrisme de Caravaggio i els seus seguidors. Entre ells, sembla que va tenir una especial relació amb Bartolomeo Manfredi i Giovanni da San Giovanni.
El 1623, va col·laborar en la finalització dels frescs del Palazzo Bentivoglio (ara Pallavicini-Rospigliosi), encarregats pel cardenal Guido Bentivoglio, i potser també en les pintures murals inferiors de l'absis de l'església de S. Quattro Coronati, a Roma (1623-1624).
La seva primera obra signada és una Crucifixió de sant Bartomeu (1623, Todiano in Preci, església de Sant Bartomeu). Amb quaranta anys, es va fer rector de Sant'Ansano a Mugello.
Una de les seves obres mestres és el conjunt mural al fresc del Palau Pitti de Florència (1639-1642), on va pintar, per ordre de Ferran II de Mèdici, dues grans llunetes amb L'Acadèmia Platònica de Careggi i Al·legoria de la mort de Llorenç el Magnífic. Tots dos murals semblen un desafiament de Furini davant de Pietro da Cortona, que treballava en el mateix edifici en aquests anys i, de fet, se'n surten de l'estil habitual de Furini.

## Obres destacades
- Cefalo ed Aurora (circa 1624, Museu d'Art de Ponce, Puerto Rico)
- La Pittura e la Poesia (1626, Florència, Galleria Palatina)
- Ila e le ninfe, (poco prima del 1633, Galleria Furini, Fflorència)
- Fede, (1638, Palazzo Pitti)
- San Giovanni Evangelista, (1630, Musée des Beaux-Arts, Lió)
- La nascita di Rachele, (Alte Pinakothek, Múnic)
- Giuditta e Oloferne, (1636, Galleria Nazionale d'Arte Antica, Roma)
- Lot e le sue figlie, (després del 1634, Museu del Prado, Madrid)
- Andromeda, (Museu de l'Ermitage, Sant Petersburg)
- Andromeda, (Museu de Belles Arts de Budapest)
- Crocifisso tra due angeli, con la Maddalena, San Bartolomeo e San Giovanni Battista, (Església di San Bartolomeo, Todiano in Preci)
- Maddalena penitente (Kunsthistorisches, Viena)
- Frescs al Palau Pitti (1639-42, Museu degli Argenti)
- Le Tre Grazie, (Museu de l'Ermitage)
- Alegoría de la Verdad (Palau de Liria, Madrid)
- Creación de Eva (Palau de las Dueñas, Sevilla)